# Mirror (D'espairsRay)
Mirror è il secondo album in studio del gruppo giapponese D'espairsRay, pubblicato nel 2007.

## Tracce
1. "Damned" - 4:48
2. "Trickstər" - 4:17
3. "MiЯror" - 4:10
4. "Sixty∞Nine" - 4:34
5. "Kogoeru yoru ni saita hana" (凍える夜に咲いた花) - 5:07
6. "Screen" - 4:50
7. "Lost Scene" - 4:28
8. "Hollow" - 4:11
9. "Closer to Ideal" - 6:02
10. "Angeldust" - 4:19
11. "Squall" - 4:56
12. "Kaleidoscope" - 4:53
13. "Desert" (European edition only) - 4:31